# Trotwaer
Trotwaer is een Fries literair tijdschrift. Het bestaat sinds 1969 en bevat verhalen, gedichten, romanfeuilletons, boekbesprekingen, beschouwingen enzovoort. Sinds 2003 verschijnt het niet meer als zelfstandig tijdschrift, maar als literair katern in het maandblad De Moanne.

## Geschiedenis
In juli 1944 werd het enige nummer gemaakt van De Rattelwacht, een illegaal, Friestalig literair blad onder redactie van Fedde Schurer. Het blad werd pas in 1945 verspreid.
In 1946 werd het voortgezet als maandblad onder de naam De Tsjerne, en vanaf 1949 werd de stichting Je Maintiendrai uitgever en subsidieverstrekker. Met rond vijfhonderd abonnees en tot 1968 bijdragen van ruim tweehonderd Friese schrijvers, was het het grootste literaire Friese blad. Het vanuit de gevestigde orde georganiseerde blad kon rekenen op jaarlijkse bijdragen van lokale overheden en een rijkssubsidie die opliep van zo'n duizend tot drieduizend gulden.
In de jaren 1950 en 1960 ontstonden de vernieuwende bladen Quatrebras (voorheen De Golle) en Asyl. Het experimentele Quatrebras gaf een podium aan jongeren en organiseerde literaire bijeenkomsten, Brasfeesten, en met kunstgalerie De blauwe hand in Harlingen de eerste Friese filmliga. Bauke de Jong en Tjitte Piebenga hadden Asyl opgericht om De Tsjerne te provoceren, en de ouderwetse stijl en het provincialisme te doorbreken. Het leidde tot een rel en moddergooien tussen oude garde en nieuwe generatie, die doordrong tot de landelijke media.
Nadat de oudgedienden Schurer, Eeltsje Boates Folkertsma en ten slotte Douwe Tamminga uit de redactie van De Tsjerne waren gestapt, ontstond er ruimte om de noodlijdende bladen te fuseren. In oktober 1966 kwam er een fusie-akkoord tussen de redacties van de drie bladen, dat echter werd getorpedeerd door Je Maintiendrai. De Tsjerne bleef als enige blad actief, maar kampte met problemen door gebrek aan kopij en redacteuren. In 1968 vond een 'oktoberrevolutie' plaats waarbij een nieuwe fusieredactie werd gevormd die overstapte naar uitgeverij Miedema en daar onder de titel Trotwaer verder ging.